# Rafa Soler Tomàs
Rafa Soler Tomàs és un escalater professional genovesí, nascut el 12 de juny de 1978 i conegut simplement com a León en la posició de rest.
León començà a jugar als set anys al seu poble, a redós de la popularitat de Genovés I i d'altres figures com els germans Pigat i els Sarasol; encara que va debutar als catorze com a raspaller en El Zurdo, se'n va passar a l'escala i corda, on va ser coetani d'Álvaro i de Genovés II.
L'any 2016, després de més de mig any de baixa per una fractura de maluc, va decidir sotmetre's a cirurgia, amb la qual cosa la seua recuperació s'allargaria mig any més. Finalment, l'endemà del seu trenta-nové natalici anuncià la retirada, ja que el dolor no havia remés al tornar a entrenar i, en cas de seguir competint, en poc de temps hauria necessitat una pròtesi.

## Palmarés
| A.   | Competició                                   | Resultat  | Observacions                    |
| ---- | -------------------------------------------- | --------- | ------------------------------- |
| 2001 | Circuit Bancaixa                             | subcampió | amb Sarasol II i Fèlix de Dénia |
| 2004 | Copa Consum                                  | subcampió |                                 |
| 2005 | Circuit Bancaixa 04/05                       | subcampió | amb Sarasol II                  |
| 2006 | Trofeu Ciutat de Llíria                      | subcampió |                                 |
| 2006 | Trofeu Universitat de València               | subcampió |                                 |
| 2008 | Trofeu Moscatell                             | subcampió | competició de galotxa           |
| 2009 | Copa Diputació de València                   | subcampió |                                 |
| 2009 | Trofeu Vidal                                 | subcampió |                                 |
| 2009 | Trofeu Hnos. Viel                            | campió    |                                 |
| 2009 | Trofeu Nadal de Benidorm                     | campió    |                                 |
| 2010 | Trofeu President de la Diputació de Castelló | subcampió |                                 |
| 2010 | Trofeu Universitat de València               | campió    |                                 |
| 2010 | Triangular d'Escala i Corda                  | subcampió |                                 |
| 2011 | Trofeu Mancomunitat de la Ribera Alta        | subcampió |                                 |
| 2011 | Trofeu Nadal de Benidorm                     | campió    |                                 |
| 2012 | Trofeu Ciutat de Dénia                       | subcampió |                                 |
| 2012 | Trofeu Caixa Rural de Vila-real              | subcampió |                                 |
| 2012 | Trofeu Ciutat de Llíria                      | campió    |                                 |
| 2014 | XXIII Circuit Professional d'Escala i Corda  | subcampió | amb Santi i Tomàs II            |